# Xuthodes punctipennis
Xuthodes punctipennis là một loài bọ cánh cứng trong họ Cerambycidae.